# یولاندز-پستن
یولاندز-پستن (دانمارکی: Morgenavisen Jyllands-Posten)، (انگلیسی: The Morning Newspaper "The Jutland Post") مشهور به Jyllands-Posten یک روزنامه صبح دانمارکی است که در ۲ اکتبر ۱۸۷۱ تأسیس شد.
این روزنامه در یولاند دانمارک منتشر و به صورت سراسری در این کشور توزیع می‌شود. دفتر مرکزی این روزنامه در آرهوس واقع شده‌است. تیراژ یولاندز-پستن حدود ۸۰ هزار نسخه برآورد می‌شود. مشی سیاسی این روزنامه لیبرال راست میانه عنوان شده‌است اما پیش از این تا سال ۱۹۳۸ ارگان حزب محافظه کار مردم بود.
در طی ۱۵ سال اخیر یولاندز-پستن چندین بار به دلیل نشر سرمقاله و کاریکاتور مرتبط با مسائل سیاسی و اجتماعی روز جنجال‌ساز شده‌است. جنجال کاریکاتورهای محمد در یولاندز-پستن در سپتامبر سال ۲۰۰۵ باعث شد تا این روزنامه دوران سختی را از سر بگذراند.

## پیشینه
اولین شماره این روزنامه با عنوان یولاندزپستن (Jyllandsposten) بدون خط تیره وسط، در اول اکتبر ۱۸۷۱ منتشر شد. در ۱۹۶۹ رسماً خط تیره وسط دو کلمه اضافه شد. تیراژ این روزنامه در دوران جنگ جهانی دوم به ۱۲۰ هزار نسخه رسید. اوج فروش یولاندز-پستن به سال‌های ۱۹۹۵ تا ۱۹۹۷ بر می‌گردد که این روزنامه تا ۱۶۰ هزار نسخه منتشر شد.
در حال حاضر این روزنامه با پلیتکن دیگر نشریه مطرح دانمارکی خواهرخوانده است و در بعضی موضوع‌ها مشاکت دارند. روزنامه آنلاین یولاندز-پستن در اکتبر ۲۰۰۶ رسماً راه اندازی شد و طی سال‌های بعدی مانند پلیتیکن جزو ۱۰ وبگاه پربازدید در دانمارک قرار گرفت.

## کاریکاتورهای محمد
یولاندز-پستن ۱۲ کاریکاتور در شماره ۳۰ سپتامبر ۲۰۰۵ خود منتشر کرد، که بیش‌ترشان محمد، شخصیتی اصلی دین اسلام را به تصویر می‌کشیدند. چاپ کاریکاتورهای محمد باعث واکنش شدید مسلمانان شد. روزنامه اعلام کرد که این تلاشی بوده‌است تا به بحث در رابطه با نقد اسلام و خودسانسورگری کمک کند. این روزنامه پس از آن از اتهام هتک حرمت تبرئه شد اما تعدادی از کارتونیست‌های تحریریه یولاندز-پستن مانند کورت وسترگارد تقریباً زندگی عادی خود را از دست دادند.
وسترگارد عمدتاً بیشتر از دیگر کارتونیست‌های این روزنامه مورد حمله و تهاجم و توبیخ از سوی مسلمانان قرار گرفت چرا که اثر او محمد را درحالی تصویر کرده بود که یک بمب با فتیله روشن در عمامه خود داشت.

## سرمقاله جنگ اسرائیل علیه حماس
سرمقاله ۵ ژانویه ۲۰۰۸، یولاندز-پستن به جنگ اسرائیل با حماس در غزه اختصاص داشت. در این سرمقاله به گونه‌ای واضح آمده بود:
ما از جنگ اسرائیل علیه حماس در غزه پشتیبانی بی وقفه می‌کنیم و اینکه افراد مهم در جامعه بین‌المللی حملات اسرائیل به غزه را محکوم نمی‌کنند خوشحالیم. این جنگ به هیچ وجه پیچیده نیست اما حماس و فلسطینیان مسئول حملات اسرائیل می‌باشند. اسرائیل باید از کشتن غیرنظامیان خودداری کند، اما جنگ جنگ است و غیرنظامیان همیشه در جنگ‌ها کشته شده‌اند.

## کاریکاتور کووید-۱۹ علیه چین
در ژانویه ۲۰۲۰ کاریکاتوری در این روزنامه به چاپ رسید که ستاره‌های پرچم رسمی چین را به صورت اعداد و ارقام زرد به نشانه مبدأ اصلی کرونا ترسیم کرده بود. این اقدام با واکنش بسیار شدید مقامات چینی همراه بود. سفارت چین در دانمارک خواستار عذرخواهی رسمی شد. نخست‌وزیر دانمارک، مته فردریکسن، از اعلام عذرخواهی به نمایندگی از دولت دانمارک خودداری و اعلام کرد که آزادی بیان در دانمارک وجود دارد.